# Zasloužilý pracovník v průmyslu Běloruské republiky
Zasloužilý pracovník v průmyslu Běloruské republiky (bělorusky Заслужаны працаўнік прамысловасці Рэспублікі Беларусь) je čestný titul Běloruské republiky. Udílen je prezidentem republiky zaměstnancům v průmyslu za osobní úspěchy a za zásluhy o rozvoj výroby. 

## Pravidla udílení
Čestné tituly, podobně jako další státní vyznamenání, udílí prezident republiky či jiné osoby v jeho zastoupení. Čestné tituly jsou udíleny na základě vyhlášky prezidenta republiky. K jejich udělení dochází během slavnostního ceremoniálu a oceněnému je předáváno potvrzení o udělení ocenění a odznak.
Čestný titul Zasloužilý pracovník v průmyslu Běloruské republiky se udílí zaměstnancům v různých průmyslových odvětvích, kteří v oboru pracují po dobu minimálně patnácti let. Může jít o inženýry, mistry i řadové pracovníky. Vyznamenání je udíleno za významný přínos ke zlepšení technologie či organizace výroby, za dosažení vysokých kvalit vyráběného produktu či za zvýšení produktivity práce a efektivity výroby.